# الكسندر جيفرسون
الكسندر جيفرسون (بالإنجليزية: Alexander Jefferson)‏ هو طيار أمريكي، ولد في 15 نوفمبر 1921 في ديترويت في الولايات المتحدة.